# Нова песнопойка
„Нова песнопойка“ е книга, съставена от Любен Каравелов и издадена от редакцията на вестник „Знание“ през 1878 година в Търново.
Книгата носи подзаглавие „Народни песни и стихотворения“ и представлява първата антология на новобългарската поезия. Съдържа народни песни и творби на Христо Ботев, Любен Каравелов, Иван Вазов и Стефан Стамболов. Сред включените стихотворения в книгата са „Майце си“, „Хаджи Димитър“, „На прощаване“ и други.